# Rallina canningi
La rallina delle Andamane (Rallina canningi Blyth, 1863) è un uccello della famiglia dei Rallidi originario, come dice il nome, delle isole Andamane. È l'unico Rallide presente su queste isole.

## Descrizione
Con una lunghezza di circa 34 cm, la rallina delle Andamane, specie più grande del genere Rallina, è un Rallide di medie dimensioni. Si riconosce facilmente per il colore marrone-castano di testa, collo, petto e regione dorsale, e per la serie di bande bianche e nere che ricoprono le regioni inferiori, a eccezione del sottocoda, castano scuro. L'iride è rossa, il becco color verde mela con l'estremità biancastra e le zampe e i piedi verde-oliva. I sessi sono simili. Gli esemplari immaturi hanno un piumaggio dai toni più scialbi: il disegno striato bianco e nero delle regioni inferiori, ad esempio, è sostituito da uno castano-grigio e bianco sporco.

## Distribuzione e habitat
La specie vive unicamente nelle isole Andamane, ma l'esatta estensione del suo areale non è chiara: è presente sicuramente su Andaman Settentrionale e Andaman Meridionale e forse anche sulle isole di Grande Coco e Piccola Coco, presso le coste del Myanmar. Popola le aree palustri circondate da foresta, ma talvolta si spinge anche in terreno aperto. In passato era molto più numerosa, ma ora il suo numero è diminuito a causa dei predatori introdotti dall'uomo.

## Biologia
Presumibilmente monogama, trascorre la giornata nascosta nei canneti, in cerca di vermi, molluschi e insetti. La nidificazione avviene durante i mesi estivi, da giugno ad agosto, e le uova, di colore bianco, vengono covate da entrambi i genitori.